# Édouard Bréville
 (février 2020).
Si vous disposez d'ouvrages ou d'articles de référence ou si vous connaissez des sites web de qualité traitant du thème abordé ici, merci de compléter l'article en donnant les références utiles à sa vérifiabilité et en les liant à la section « Notes et références ».
Pour les articles homonymes, voir Bréville.
Édouard Jean Andelhof dit Édouard Bréville, né le 18 juillet 1901 à Jette (Belgique) et mort à une date indéterminée après 1954, est un acteur et réalisateur belge.

## Biographie
Il joue comme acteur dans plusieurs films du cinéma belge tournés entre 1926 et 1954.
En 1927, Édouard Bréville apparaît dans le documentaire de Francis Martin Ça c'est Bruxelles.
En 1930, Bréville est l'un des deux assistants de Paul Flon sur le film La Flamme du souvenir dans lequel joue Francis Martin.

## Filmographie
comme acteur
- 1926 : Kermesse sanglante (Bloedige kermis) de Francis Martin : Julot
- 1926 : On tourne (De film-ambachtslui in België) de Francis Martin
- 1927 : Ça c'est Bruxelles (Dat is Brussel), documentaire de Francis Martin : lui-même[3]
- 1928 : Femme belge Gabrielle Petit (Belgische vrouw Gabrielle Petit) de Francis Martin
- 1931 : Le plus joli rêve de Gaston Schoukens : François[4]
- 1932 : Le Cadavre no 5 / Eulalie qu'à tu fait ?  de Gaston Schoukens : Pruneau
- 1935 : En avant la musique (Strike Up the Band) de Gaston Schoukens : le musicien
- 1937 : Passeurs d'hommes de René Jayet[5]
- 1936 : Le Mystère du 421 de Léopold Simons : Louis Bruxellois[6]
- 1945 : Baraque n° 1 (Barak 1) d'Emile-Georges De Meyst
- 1954 : Le Monde est terrible ( 'T is wreed in de wereld) de Joris Diels

comme assistant-réalisateur
- 1930 : La Flamme du souvenir de Paul Flon

comme directeur de production
- 1947 : Les Atouts de Monsieur Wens (De troeven van Mr Wens) d'Emile-Georges De Meyst